# Virchow (cràter)

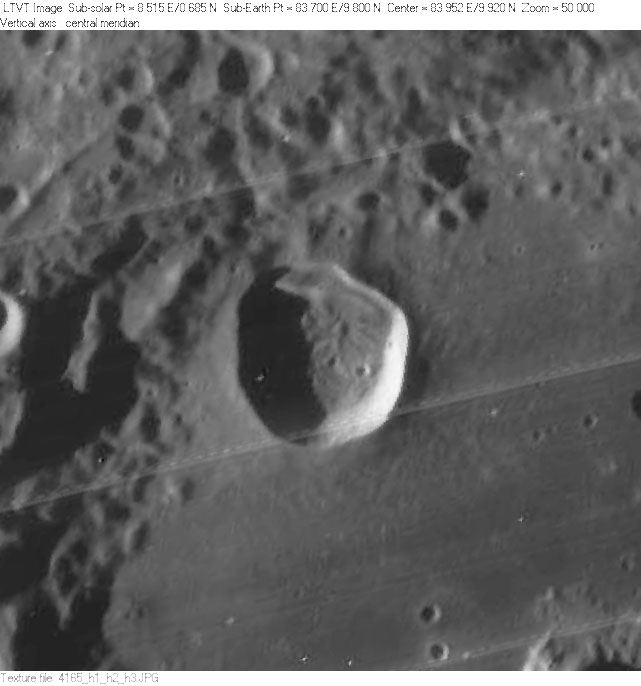
Fotografia de la missió Lunar Orbiter 4

Virchow és un petit cràter d'impacte lunar que es troba en el sector del nord-oest del sòl interior del prominent cràter Neper. Aquesta última formació es troba prop del terminador oriental de la Lluna, en el bord sud del Mare Marginis. L'observació d'aquest àrea es veu obstaculitzada a causa de l'escorç, així com pels efectes de la libració.

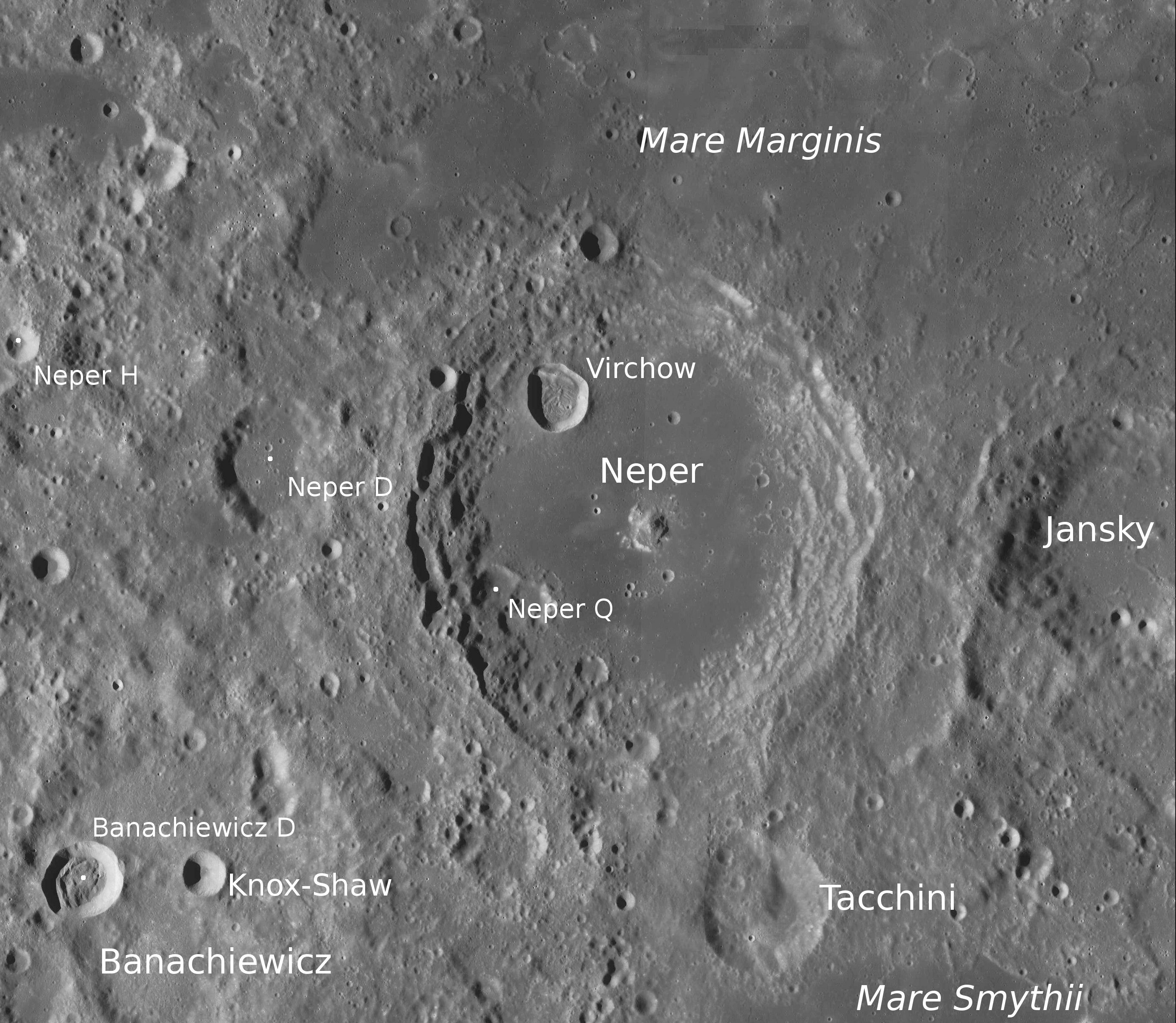
Entorn de Virchow, situat a l'interior de Neper

Virchow té una forma distorsionada, amb un perímetre una mica poligonal, particularment en la meitat nord. El bord nord-oest sobresurt cap a l'exterior, donant al cràter una aparença asimètrica. Aquesta secció del brocal està en contacte amb la paret interna del cràter Neper. Les parets interiors de Virchow són relativament estretes, i el sòl interior és gairebé pla i freturós de trets resenyables.
Abans que la UAI li assignés el seu nom actual, aquest cràter tenia la denominació de Neper G.